# Vlag van Laren (Noord-Holland)

vlag van de gemeente Laren

De vlag van Laren is op 25 maart 1987 vastgesteld als de gemeentelijke vlag van de Noord-Hollandse gemeente Laren. Deze wordt als volgt beschreven:
Blauw, met een gele S, waarvan de hoogte gelijk is aan 3/5 van de hoogte van de vlag en welke S is geplaatst op de scheiding van broeking en vlucht, dat wil zeggen op 1/3 van de lengte van de vlag.
De vlag bestaat uit een blauwe achtergrond met een grote gele letter S aan de linkerkant. De vlag is afgeleid van het gemeentewapen.

## Verwante afbeeldingen

Wapen van Laren

Aalsmeer · Alkmaar · Amstelveen · Amsterdam · Bergen · Beverwijk · Blaricum · Bloemendaal · Castricum · Den Helder · Diemen · Dijk en Waard · Drechterland · Edam-Volendam · Enkhuizen · Gooise Meren · Haarlem · Haarlemmermeer · Heemskerk · Heemstede · Heiloo · Hilversum · Hollands Kroon · Hoorn · Huizen · Koggenland · Landsmeer · Laren · Medemblik · Oostzaan · Opmeer · Ouder-Amstel · Purmerend · Schagen · Stede Broec · Texel · Uitgeest · Uithoorn · Velsen · Waterland · Wijdemeren · Wormerland · Zaanstad · Zandvoort